# رومئیت
رومئیت  (به انگلیسی: Romeite) با فرمول شیمیایی (CaNaH)Sb2O6(OOHF) از مجموعه کانی هاست و از نام بلورشناس J.B.Rome اخذ شده‌است. در HCl , H2SO4 , HNO۳ حل نمی‌شود. متغیر  از نظر شکل بلور: اکتائدر، رنگ: سفید - زرد - قهوه‌ای زرد - قهوه‌ای قرمز، شفافیت: ندارد، شکستگی: نیمه شفاف - کدر(اپاک)، جلا: صدفی - خشن (تراشه‌ای)، رخ: شیشه‌ای - چرب، سیستم تبلور: اکسید  است  و منشأ تشکیل آن زون‌های اکسیدان ثانویه است.
همایند کانی‌شناسی (پارانژ) آن - استیبین- سینابر- برونیت و غیره است.
، از نظر ژیزمان بلوری دانه ریز- آگرگات توده‌ای کمیاب است و بیشتر در آلمان غربی و شرقی، ایتالیا و سوئد یافت می‌شود.